# Cueva de Lumentza

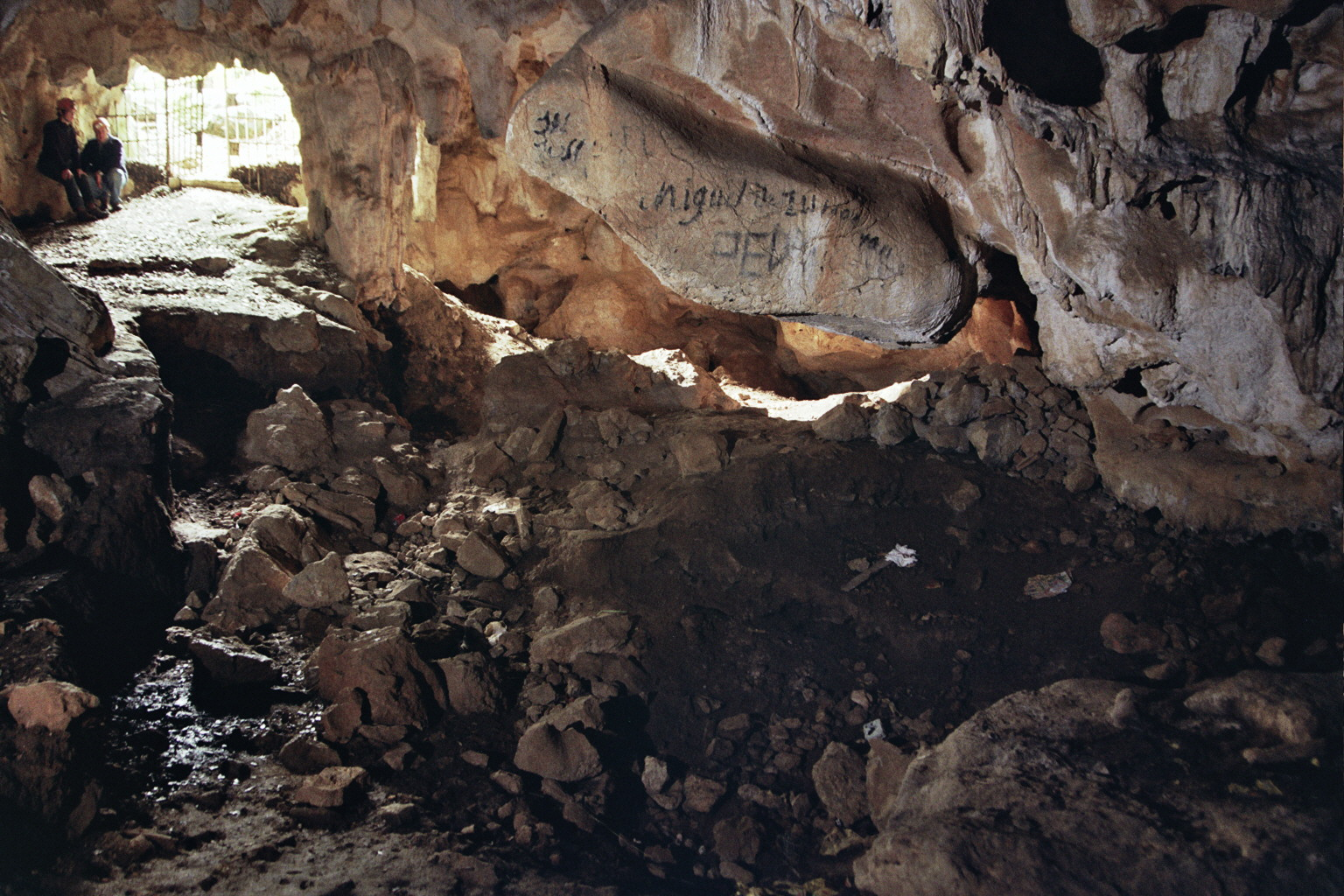
Entrada principal de la cueva, vista desde el interior.

La cueva de Lumentza (también denominada Lumentxa, Garratxa I o Cueva del Calvario) es una cavidad situada en la ladera sur del monte Lumentza, en el municipio de Lequeitio, en Vizcaya (País Vasco, España).
Restos de habitantes prehistóricos en la zona, de la cultura Auriñaciense, excavados hacia los años 1930, por Telesforo Aranzadi y José Miguel de Barandiarán, se pueden observar en el Museo Arqueológico, Etnográfico e Histórico Vasco de Bilbao.

## Toponimia
Existen cerca de una docena de cavidades en el monte llamado Lumentza (pronunciación local) o Lumentxa (por el sufijo “-atxa”, adoptada por el propio ayuntamiento de la villa y empleado en la mayoría de la literatura científica). La cueva se encuentra en el sector denominado Kakueta, más precisamente en el paraje conocido como Garratxa, que es el topónimo con el que se la conoce en Lequeitio.

## Historia

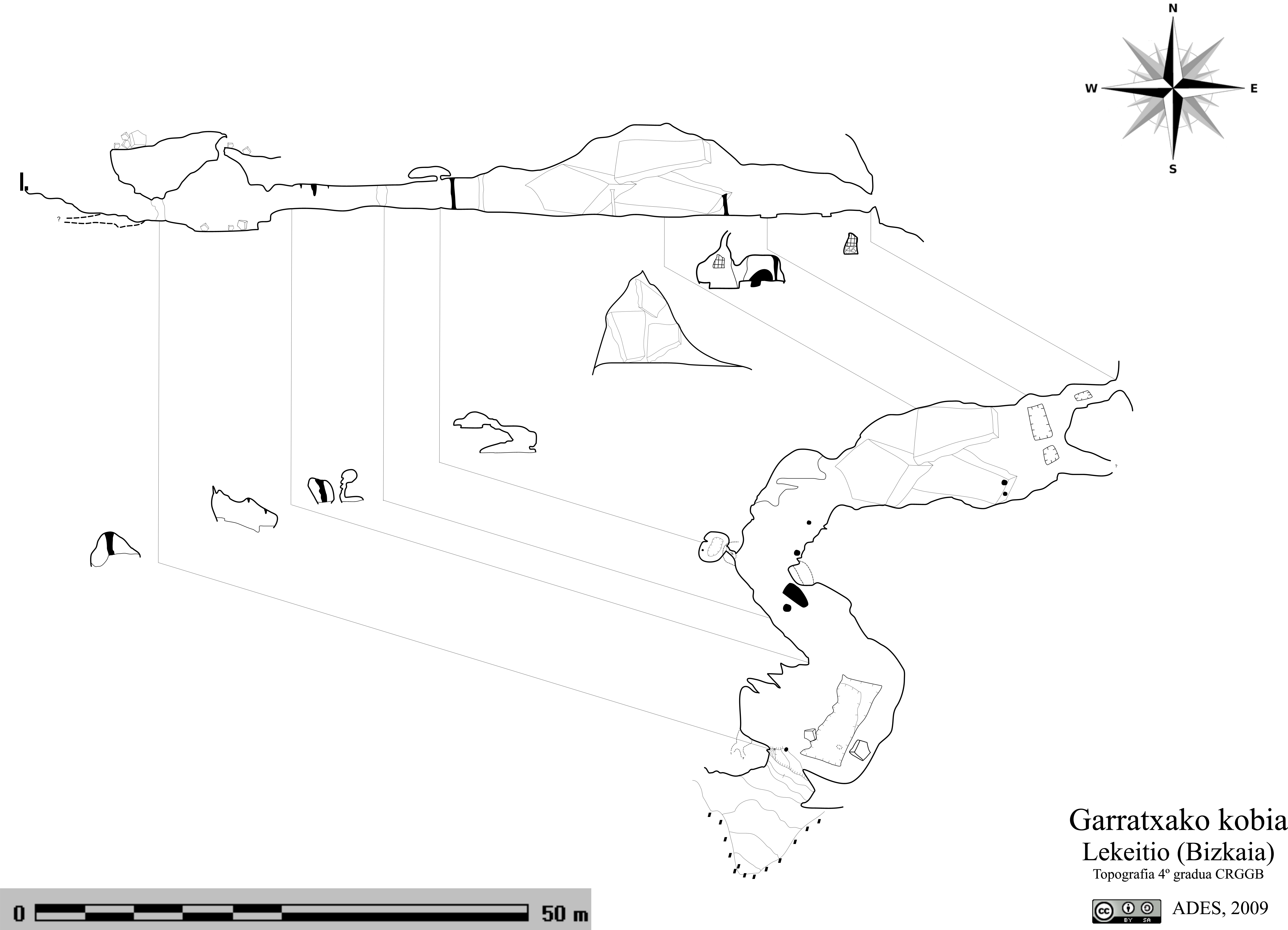
Mapa topográfico de la cueva

La cueva es conocida desde tiempos inmemoriales, habiendo sido muy visitada, entre otras, por personalidades como la reina Isabel II de España en 1868. Podemos destacar como hitos principales:
- La primera referencia científica de 1892, cuando el entomólogo Manuel Martínez de la Escalera recogió en ella varios ejemplares de Bathyscia (actual Quaestus).[5]
- El mismo año 1892 es mencionada por el geólogo Ramón Adán de Yarza en su descripción física y geológica de Vizcaya.[6]
- Su yacimiento arqueológico es identificado en 1921 por José Miguel de Barandiarán, en una visita realizada durante la campaña de excavación de Santimamiñe.[7]  El mismo Barandiarán, junto con Telesforo Aranzadi, efectúa las primeras excavaciones entre 1924 y 1929.[8]
- En 1963 y 1964 Barandiarán retorna a Lumentxa para realizar una excavación del testigo del yacimiento, al haberse detectado su expolio.[9]
- De 1984 a 1993, el equipo de José Luis Arribas trabaja sobre el testigo del fondo a la derecha de la galería de entrada. Se detectan ocupaciones del Bajo Imperio Romano, Bronce y Calcolítico, y se practican sondeos en niveles azilienses.[10]
- En 2012 el equipo de Diego Garate y Joseba Rios-Garaizar localiza manifestaciones de arte rupestre.[11]